# Bivonaea lutea
Bivonaea lutea är en korsblommig växtart som först beskrevs av Antonius de Bivona-Bernardi, och fick sitt nu gällande namn av Dc. Bivonaea lutea ingår i släktet Bivonaea och familjen korsblommiga växter. Inga underarter finns listade i Catalogue of Life.